# Midtre Hellstugutinden
Midtre Hellstugutinden er med 2.339 moh. det 15. højeste bjerg i Norge med en primærfaktor på mindst 50 meter.
Sammen med Store Hellstugutinden dominerer Midtre som den næst højeste af Hellstugutinderne der danner en bjergryg mellem isbræerne Hellstugubræen og Vestre Memurubræen i øst og Urdadalen i vest. De to toppe ligger ganske nær hinanden, og kan fra enkelte vinkler se ud som en dobbelttop. Hellstugutinderne ligger i Jotunheimen i Lom kommune i Innlandet fylke.